# Danh sách kiến trúc sư Ý

Sau đây là một danh sách các kiến trúc sư người Ý.
Đây là một danh sách chưa hoàn tất, và có thể sẽ không bao giờ thỏa mãn yêu cầu hoàn tất. Bạn có thể đóng góp bằng cách mở rộng nó bằng các thông tin đáng tin cậy.

## Các kiến trúc sư sơ khởi
- Marcus Agrippa
- Vitruvius

## Các kiến trúc sư Trung Cổ
- Arnolfo di Cambio
- Pietro Baseggio
- Giotto di Bondone
- Arnolfo di Cambio
- Jacopo Celega
- Andrea Orcagna
- Andrea Pisano
- Giovanni Pisano

## Các kiến trúc sư thời Phục Hưng
- Aloisio da Milano
- Aloisio the New
- Baccio D'Agnolo
- Giovanni Battista Aleotti
- Leon Battista Alberti
- Galeazzo Alessi
- Bartolomeo Ammanati
- Donato Bramante
- Bramantino
- Filippo Brunelleschi
- Michelangelo Buonarroti
- Bernardo Buontalenti
- Giovanni Antonio Dosio
- Giacomo del Duca
- Luca Fancelli
- Giovanni Maria Falconetto
- Aristotile Fioravanti
- Domenico Fontana
- Girolamo Genga
- Pietro di Giacomo Cataneo
- Orazio Grassi
- Pirro Ligorio
- Annibale Lippi
- Pietro Lombardo
- Martino Longhi the Elder
- Onorio Longhi
- Luciano Laurana
- Annibale Maggi được biết đến qua tên gọi Da Bassano
- Giuliano da Maiano
- Antonio Manetti
- Fabio Mangone
- Giovanni Mangone
- Francesco di Giorgio Martini
- Filarete
- Michelozzo Michelozzi
- Nanni di Baccio Bigio
- Andrea Palladio
- Alfonso Parigi
- Baldassarre Peruzzi
- Petrok Maly
- Simone del Pollaiolo
- Antonio da Ponte
- Flaminio Ponzio
- Giacomo della Porta
- Giorgio da Sebenico
- Giulio Romano
- Bernardo Rossellino
- Antonio da Sangallo người anh
- Antonio da Sangallo người em
- Giuliano da Sangallo
- Jacopo Sansovino
- Michele Sanmicheli
- Raffaello Santi được biết đến qua tên gọi Raphael
- Vincenzo Scamozzi
- Sebastiano Serlio
- Giorgio Vasari
- Giacomo Barozzi da Vignola
- Leonardo da Vinci
- Ascanio Vittozzi

## Các kiến trúc sư Baroque
- Giovan Battista Aleotti
- Alessandro Algardi
- Gian Lorenzo Bernini
- Francesco Borromini
- Pietro da Cortona
- Giovanni Pietro de Pomis
- Cosimo Fanzago
- Carlo Fontana
- Ferdinando Fuga
- Rosario Gagliardi
- Alessandro Galilei
- Galli Bibiena
- Antonio Gherardi
- Andrea Giganti
- Giovanni Battista Gisleni
- Giovanni Francesco Grimaldi
- Guarino Guarini
- Angelo Italia
- Stefano Ittar
- Filippo Juvarra
- Paolo Labisi
- Giulio Lasso
- Giacomo Leoni
- Baldassarre Longhena
- Martino Longhi the Younger
- Carlo Maderno
- Domenico Martinelli
- Ottavio Mascherino
- Giorgio Massari
- Giovan Battista Montano
- Tomasso Napoli
- Giovanni Battista Nolli
- Andrea Palma
- Giovanni Paolo Pannini
- Giovanni Battista Piranesi
- Filippo Raguzzini
- Girolamo Rainaldi
- Carlo Rainaldi
- Pietro Rosa
- Mattia de Rossi
- Nicola Sabbatini
- Nicola Salvi
- Francesco de Sanctis
- Ferdinando Sanfelice
- Giuseppe Sardi
- Vincenzo Sinatra
- Giovanni Battista Soria
- Alessandro Specchi
- Giovanni Battista Vaccarini
- Luigi Vanvitelli
- Giuseppe Vasi
- Bernardo Vittone
- Giacomo Zanetti

## Các kiến trúc sư tân cổ điển và chủ nghĩa chiết trung
- Ferdinando Albertolli
- Giovanni Antonio Antolini
- Giovan Battista Filippo Basile
- Pietro Camporese the Elder
- Pietro Camporese the Younger
- Antonio Cano
- Alessandro Galilei
- Costantino Fiaschetti
- Giuseppe Jappelli
- Giuseppe Venanzio Marvuglia
- Giuseppe Mengoni
- Giuseppe Piermarini
- Renzo Picasso
- Giovanni Battista Piranesi
- Leopoldo Pollack
- Bartolomeo Rastrelli
- Antonio Rinaldi
- Carlo Rossi
- Giuseppe Sacconi
- Faustino Trebbi
- Domenico Trezzini
- Giacomo Quarenghi
- Giuseppe Valadier
- Rodolfo Vantini
- Antonio Visentini
- Giuseppe Zanoia

## Các kiến trúc sư thế kỷ 20
- Franco Albini
- Archizoom Associati
- Gae Aulenti
- Pietro Belluschi
- Luca Beltrami
- Ernesto Basile
- Alziro Bergonzo
- Lina Bo Bardi
- Cini Boeri
- Renato Camus
- Achille Castiglioni
- Livio Castiglioni
- Pier Giacomo Castiglioni
- Francesco Cosenza
- Raimondo Tommaso D'Aronco
- Giancarlo De Carlo
- Florestano Di Fausto
- Anna Castelli Ferrieri
- Emanuele Fiano
- Gianfranco Frattini
- Ignazio Gardella
- Romaldo Giurgola
- Giorgio Grassi
- Vittorio Gregotti
- Franca Helg
- Adalberto Libera
- Angelo Mangiarotti
- Vico Magistretti
- Angiolo Mazzoni
- Alessandro Mendini
- Giovanni Michelucci
- Carlo Mollino
- Luigi Moretti
- Pier Luigi Nervi
- Giuseppe Pagano
- Marcello Piacentini
- Pio Piacentini
- Giò Ponti
- Ernesto Nathan Rogers
- Aldo Rossi
- Antonio Sant'Elia
- Afra and Tobia Scarpa
- Carlo Scarpa
- Ettore Sottsass
- Studio 65
- Superstudio
- Manfredo Tafuri
- Giuseppe Terragni
- Lella Vignelli
- Marco Zanuso
- Bruno Zevi

## Các kiến trúc sư đương đại
- Gae Aulenti
- Mario Bellini
- Cini Boeri
- Robby Cantarutti
- Massimiliano Fuksas
- Vittorio Gregotti
- Angelo Mangiarotti
- Alessandro Mendini
- Renzo Piano
- Paolo Portoghesi
- Italo Rota
- Paolo Soleri
- Benedetta Tagliabue
- Matteo Thun